# Dansk Kiropraktor Forening
Dansk Kiropraktor Forening (DKF) er stiftet i 1925 og har i dag næsten 900 medlemmer, som alle er kiropraktorer eller under uddannelse til kiropraktor. Foreningen er medlem af Akademikerne (tidligere Akademikernes Centralorganisation (AC)).
Ved DKF’s årsmøde 2015  den 14. november i København fejrer man  DKF's 90 års jubilæum.  